# ATP-seizoen 2004
Het ATP-seizoen in 2004 bestond uit de internationale tennistoernooien, die door de ATP en ITF werden georganiseerd in het kalenderjaar 2004.
Het speelschema omvatte:
- 64 ATP-toernooien, bestaande uit de categorieën:
  - Tennis Masters Series: 9
  - ATP International Series Gold: 9
  - ATP International Series: 43
  - Tennis Masters Cup: 2 (eindejaarstoernooi voor de 8 beste tennissers/dubbelteams)
  - World Team Cup: landenteamtoernooi, geen ATP-punten.
- 7 ITF-toernooien, bestaande uit de:
  - 4 grandslamtoernooien;
  - Olympische Spelen in Athene;
  - Davis Cup: landenteamtoernooi;
  - Hopman Cup: landenteamtoernooi voor gemengde tenniskoppels, geen ATP-punten.

De 64 ATP-toernooien en de vier Grand slams werden in 2004 bezocht door in totaal 6.004.648 toeschouwers.
In de onderstaande tabellen staat het overzicht van de ATP-toernooien, aangevuld met de grand slams en teamwedstrijden die niet door de ATP maar door de ITF worden georganiseerd.

## Legenda
| Grand Slams                   |
| Olympische Spelen             |
| Tennis Masters Cup            |
| Tennis Masters Series         |
| ATP International Series Gold |
| ATP International Series      |
| Toernooien voor teams         |

### Codering
De codering voor het aantal deelnemers.
128S/128Q/64D/32X
- 128 deelnemers aan hoofdtoernooi (S)
- 128 aan het kwalificatietoernooi (Q)
- 64 koppels in het dubbelspel (D)
- 32 koppels in het gemengd dubbel (X).

Alle toernooien worden in principe buiten gespeeld, tenzij anders vermeld.
RR = groepswedstrijden, (i) = indoor

## Speelschema

### Januari
| Week van              | Toernooi                                                                                        | Winnaar(s)                                     | Finalist(en)                              | Uitslag finale   |         |
| --------------------- | ----------------------------------------------------------------------------------------------- | ---------------------------------------------- | ----------------------------------------- | ---------------- | ------- |
| 5 januari             | Hopman Cup Perth, Australië ITF gemengd teamcompetitie AU$ 1.000.000 - hardcourt (i) - 8 teams  | Verenigde Staten James Blake Lindsay Davenport | Slowakije Karol Kučera Daniela Hantuchová | 2-1              | details |
| 5 januari             | AAPT Championships Adelaide, Australië International Series $ 355.000 - hardcourt - 32S/32Q/16D | Dominik Hrbatý                                 | Michaël Llodra                            | 6-4, 6-0         | details |
| 5 januari             | AAPT Championships Adelaide, Australië International Series $ 355.000 - hardcourt - 32S/32Q/16D | Bob Bryan Mike Bryan                           | Arnaud Clément Michaël Llodra             | 7-5, 6-3         | details |
| 5 januari             | Tata Open Chennai, India International Series $ 355.000 - hardcourt - 32S/32Q/16D               | Carlos Moyá                                    | Paradorn Srichaphan                       | 6-4, 3-6, 7-6(5) | details |
| 5 januari             | Tata Open Chennai, India International Series $ 355.000 - hardcourt - 32S/32Q/16D               | Rafael Nadal Tommy Robredo                     | Jonathan Erlich Andy Ram                  | 7-6(3), 4-6, 6-3 | details |
| 5 januari             | Qatar Open Doha, Qatar International Series $ 975.000 - hardcourt - 32S/32Q/16D                 | Nicolas Escudé                                 | Ivan Ljubičić                             | 6-3, 7-6(4)      | details |
| 5 januari             | Qatar Open Doha, Qatar International Series $ 975.000 - hardcourt - 32S/32Q/16D                 | Martin Damm Cyril Suk                          | Stefan Koubek Andy Roddick                | 6-2, 6-4         | details |
| 12 januari            | Heineken Open Auckland, Nieuw-Zeeland International Series $ 379.000 - hardcourt - 32S/32Q/16D  | Dominik Hrbatý                                 | Rafael Nadal                              | 4-6, 6-2, 7-5    | details |
| 12 januari            | Heineken Open Auckland, Nieuw-Zeeland International Series $ 379.000 - hardcourt - 32S/32Q/16D  | Mahesh Bhupathi Fabrice Santoro                | Jiří Novák Radek Štěpánek                 | 4-6, 7-5, 6-3    | details |
| 12 januari            | Adidas International Sydney, Australië International Series $ 355.000 - hardcourt - 32S/32Q/16D | Lleyton Hewitt                                 | Carlos Moyá                               | 4-3 opgave       | details |
| 12 januari            | Adidas International Sydney, Australië International Series $ 355.000 - hardcourt - 32S/32Q/16D | Jonas Björkman Todd Woodbridge                 | Bob Bryan Mike Bryan                      | 7-6(3), 7-5      | details |
| 19 januari 26 januari | Australian Open Melbourne, Australië Grand Slam $ 6.737.000 - hardcourt 128S/128Q/64D/32X       | Roger Federer                                  | Marat Safin                               | 7-6(3), 6-4, 6-2 | details |
| 19 januari 26 januari | Australian Open Melbourne, Australië Grand Slam $ 6.737.000 - hardcourt 128S/128Q/64D/32X       | Michaël Llodra Fabrice Santoro                 | Bob Bryan Mike Bryan                      | 7-6(4), 6-3      | details |
| 19 januari 26 januari | Australian Open Melbourne, Australië Grand Slam $ 6.737.000 - hardcourt 128S/128Q/64D/32X       | Nenad Zimonjić Jelena Bovina                   | Leander Paes Martina Navrátilová          | 6-1, 7-6(3)      | details |

### Februari
| Week van              | Toernooi | Winnaar(s)                           | Finalist(en)                         | Uitslag finale       |         |
| --------------------- | --- | ------------------------------------ | ------------------------------------ | -------------------- | ------- |
| 6 februari 8 februari | Davis Cup (1e ronde) |                                      |                                      |                      | details |
| 9 februari            | Indesit ATP Milan Indoor Milaan, Italië ATP International Series € 351.000 - tapijt (i) - 32S/32Q/16D                       | Antony Dupuis                        | Mario Ančić                          | 6-4, 6-7(12), 7-6(5) | details |
| 9 februari            | Indesit ATP Milan Indoor Milaan, Italië ATP International Series € 351.000 - tapijt (i) - 32S/32Q/16D                       | Jared Palmer Pavel Vízner            | Daniele Bracciali Giorgio Galimberti | 6-4, 6-4             | details |
| 9 februari            | Siebel Open San José, Verenigde Staten ATP International Series $ 355.000 - hardcourt (i) - 32S/32Q/16D                     | Andy Roddick                         | Mardy Fish                           | 7-6(13), 6-4         | details |
| 9 februari            | Siebel Open San José, Verenigde Staten ATP International Series $ 355.000 - hardcourt (i) - 32S/32Q/16D                     | James Blake Mardy Fish               | Rick Leach Brian MacPhie             | 6-2, 7-5             | details |
| 9 februari            | Bell South Open Viña del Mar, Chili ATP International Series $ 308.000 - gravel - 32S/32Q/16D                               | Fernando González                    | Gustavo Kuerten                      | 7-5, 6-4             | details |
| 9 februari            | Bell South Open Viña del Mar, Chili ATP International Series $ 308.000 - gravel - 32S/32Q/16D                               | Juan Ignacio Chela Gastón Gaudio     | Nicolás Lapentti Martín Rodríguez    | 7-6(2), 7-6(3)       | details |
| 16 februari           | Argentina Open Buenos Aires, Argentinië ATP International Series $ 355.000 - gravel - 32S/32Q/16D                           | Guillermo Coria                      | Carlos Moyá                          | 6-4, 6-1             | details |
| 16 februari           | Argentina Open Buenos Aires, Argentinië ATP International Series $ 355.000 - gravel - 32S/32Q/16D                           | Lucas Arnold Ker Mariano Hood        | Federico Browne Diego Veronelli      | 7-5, 6-7(2), 6-4     | details |
| 16 februari           | Kroger St. Jude Memphis, Verenigde Staten ATP International Series Gold $ 665.000 - hardcourt (i) - 32S/32Q/16D             | Joachim Johansson                    | Nicolas Kiefer                       | 7-6(5), 6-3          | details |
| 16 februari           | Kroger St. Jude Memphis, Verenigde Staten ATP International Series Gold $ 665.000 - hardcourt (i) - 32S/32Q/16D             | Bob Bryan Mike Bryan                 | Jeff Coetzee Chris Haggard           | 6-3, 6-4             | details |
| 16 februari           | ABN AMRO World Tennis Tournament Rotterdam, Nederland ATP International Series Gold € 842.000 - hardcourt (i) - 32S/32Q/16D | Lleyton Hewitt                       | Juan Carlos Ferrero                  | 6-7(1), 7-5, 6-4     | details |
| 16 februari           | ABN AMRO World Tennis Tournament Rotterdam, Nederland ATP International Series Gold € 842.000 - hardcourt (i) - 32S/32Q/16D | Paul Hanley Radek Štěpánek           | Jonathan Erlich Andy Ram             | 5-7, 7-6(5), 7-5     | details |
| 23 februari           | Open 13 Marseille, Frankrijk ATP International Series € 569.000 - hardcourt (i) - 32S/32Q/16D                               | Dominik Hrbatý                       | Robin Söderling                      | 4-6, 6-4, 6-4        | details |
| 23 februari           | Open 13 Marseille, Frankrijk ATP International Series € 569.000 - hardcourt (i) - 32S/32Q/16D                               | Mark Knowles Daniel Nestor           | Martin Damm Cyril Suk                | 7-5, 6-3             | details |
| 23 februari           | Brasil Open Costa do Sauípe, Brazilië International Series $ 355.000 - gravel - 32S/32Q/16D                                 | Gustavo Kuerten                      | Agustín Calleri                      | 3-6, 6-2, 6-3        | details |
| 23 februari           | Brasil Open Costa do Sauípe, Brazilië International Series $ 355.000 - gravel - 32S/32Q/16D                                 | Mariusz Fyrstenberg Marcin Matkowski | Tomas Behrend Leoš Friedl            | 6-2, 6-2             | details |

### Maart
| Week van | Toernooi | Winnaar(s)                        | Finalist(en)                     | Uitslag finale          |         |
| -------- | --- | --------------------------------- | -------------------------------- | ----------------------- | ------- |
| 1 maart  | Dubai Open Dubai, Verenigde Arabische Emiraten ATP International Series Gold $ 975.000 - hardcourt - 32S/32Q/16D            | Roger Federer                     | Feliciano López                  | 4-6, 6-1, 6-2           | details |
| 1 maart  | Dubai Open Dubai, Verenigde Arabische Emiraten ATP International Series Gold $ 975.000 - hardcourt - 32S/32Q/16D            | Mahesh Bhupathi Fabrice Santoro   | Jonas Björkman Leander Paes      | 6-2, 4-6, 6-4           | details |
| 1 maart  | Abierto Mexicano Telcel Acapulco, Mexico ATP International Series Gold $ 627.000 - gravel - 32S/32Q/16D                     | Carlos Moyá                       | Fernando Verdasco                | 6-3, 6-0                | details |
| 1 maart  | Abierto Mexicano Telcel Acapulco, Mexico ATP International Series Gold $ 627.000 - gravel - 32S/32Q/16D                     | Bob Bryan Mike Bryan              | Juan Ignacio Chela Nicolás Massú | 6-2, 6-3                | details |
| 1 maart  | Franklin Templeton Tennis Classic Scottsdale, Verenigde Staten ATP International Series $ 355.000 - hardcourt - 32S/32Q/16D | Vincent Spadea                    | Nicolas Kiefer                   | 7-5, 6-7(5), 6-3        | details |
| 1 maart  | Franklin Templeton Tennis Classic Scottsdale, Verenigde Staten ATP International Series $ 355.000 - hardcourt - 32S/32Q/16D | Rick Leach Brian MacPhie          | Jeff Coetzee Chris Haggard       | 6-3, 6-1                | details |
| 8 maart  | Pacific Life Open Indian Wells, Verenigde Staten ATP Masters Series $ 2.529.000 - hardcourt - 96S/48Q/32D                   | Roger Federer                     | Tim Henman                       | 6-3, 6-3                | details |
| 8 maart  | Pacific Life Open Indian Wells, Verenigde Staten ATP Masters Series $ 2.529.000 - hardcourt - 96S/48Q/32D                   | Arnaud Clément Sébastien Grosjean | Wayne Black Kevin Ullyett        | 6-3, 4-6, 7-5           | details |
| 22 maart | NASDAQ-100 Open Miami, Verenigde Staten ATP Masters Series $ 3.200.000 - hardcourt - 96S/48Q/32D                            | Andy Roddick                      | Guillermo Coria                  | 6-7(2), 6-3, 6-1 opgave | details |
| 22 maart | NASDAQ-100 Open Miami, Verenigde Staten ATP Masters Series $ 3.200.000 - hardcourt - 96S/48Q/32D                            | Wayne Black Kevin Ullyett         | Jonas Björkman Todd Woodbridge   | 6-2, 7-6(12)            | details |

### April
| Week van         | Toernooi | Winnaar(s)                       | Finalist(en)                  | Uitslag finale          |         |
| ---------------- | --- | -------------------------------- | ----------------------------- | ----------------------- | ------- |
| 9 april 11 april | Davis Cup (kwartfinale)                                                                                                 |                                  |                               |                         | details |
| 12 april         | Estoril Open Estoril, Portugal ATP International Series € 495.000 - gravel - 32S/32Q/16D                                | Juan Ignacio Chela               | Marat Safin                   | 6-7(2), 6-3, 6-3        | details |
| 12 april         | Estoril Open Estoril, Portugal ATP International Series € 495.000 - gravel - 32S/32Q/16D                                | Juan Ignacio Chela Gastón Gaudio | František Čermák Leoš Friedl  | 6-2, 6-1                | details |
| 12 april         | Open de Tenis Comunidad Valenciana Valencia, Spanje ATP International Series € 371.000 - gravel - 32S/32Q/16D           | Fernando Verdasco                | Albert Montañés               | 7-6(5), 6-3             | details |
| 12 april         | Open de Tenis Comunidad Valenciana Valencia, Spanje ATP International Series € 371.000 - gravel - 32S/32Q/16D           | Gastón Etlis Martín Rodríguez    | Feliciano López Marc López    | 7-5, 7-6(5)             | details |
| 12 april         | U.S. Men's Clay Court Championships Houston, Verenigde Staten ATP International Series $ 355.000 - gravel - 28S/32Q/16D | Tommy Haas                       | Andy Roddick                  | 6-3, 6-4                | details |
| 12 april         | U.S. Men's Clay Court Championships Houston, Verenigde Staten ATP International Series $ 355.000 - gravel - 28S/32Q/16D | James Blake Mardy Fish           | Rick Leach Brian MacPhie      | 6-3, 6-4                | details |
| 19 april         | Monte-Carlo Rolex Masters Monte Carlo, Monaco ATP Masters Series € 2.178.000 - gravel - 56S/28Q/24D                     | Guillermo Coria                  | Rainer Schüttler              | 6-2, 6-1, 6-3           | details |
| 19 april         | Monte-Carlo Rolex Masters Monte Carlo, Monaco ATP Masters Series € 2.178.000 - gravel - 56S/28Q/24D                     | Tim Henman Nenad Zimonjić        | Gastón Etlis Martín Rodríguez | 7-5, 6-2                | details |
| 26 april         | Trofeo Conde de Godo Barcelona, Spanje ATP International Series Gold € 891.000 - gravel - 56S/28Q/24D                   | Tommy Robredo                    | Gastón Gaudio                 | 6-3, 4-6, 6-2, 3-6, 6-3 | details |
| 26 april         | Trofeo Conde de Godo Barcelona, Spanje ATP International Series Gold € 891.000 - gravel - 56S/28Q/24D                   | Mark Knowles Daniel Nestor       | Mariano Hood Sebastián Prieto | 4-6, 6-3, 6-4           | details |
| 26 april         | BMW Open München, Duitsland ATP International Series € 351.000 - gravel - 32S/32Q/16D                                   | Nikolaj Davydenko                | Martin Verkerk                | 6-4, 7-5                | details |
| 26 april         | BMW Open München, Duitsland ATP International Series € 351.000 - gravel - 32S/32Q/16D                                   | James Blake Mark Merklein        | Julian Knowle Nenad Zimonjić  | 6-4, 6-2                | details |

### Mei
| Week van      | Toernooi | Winnaar(s)                      | Finalist(en)                   | Uitslag finale          |         |
| ------------- | --- | ------------------------------- | ------------------------------ | ----------------------- | ------- |
| 3 mei         | Telecom Italia Masters Rome, Italië ATP Masters Series € 2.178.000 - gravel - 56S/28Q/24D                                | Carlos Moyá                     | David Nalbandian               | 6-3, 6-3, 6-1           | details |
| 3 mei         | Telecom Italia Masters Rome, Italië ATP Masters Series € 2.178.000 - gravel - 56S/28Q/24D                                | Mahesh Bhupathi Maks Mirni      | Wayne Arthurs Paul Hanley      | 2-6, 6-3, 6-4           | details |
| 10 mei        | International German Open Hamburg, Duitsland ATP Masters Series € 2.178.000 - gravel - 48S/24Q/16D                       | Roger Federer                   | Guillermo Coria                | 4-6, 6-4, 6-2, 6-3      | details |
| 10 mei        | International German Open Hamburg, Duitsland ATP Masters Series € 2.178.000 - gravel - 48S/24Q/16D                       | Wayne Black Kevin Ullyett       | Bob Bryan Mike Bryan           | 6-4, 6-2                | details |
| 17 mei        | Grand Prix Hassan II Casablanca, Marokko ATP International Series € 351.000 - gravel - 32S/32Q/16D                       | Santiago Ventura                | Dominik Hrbatý                 | 6-3, 1-6, 6-4           | details |
| 17 mei        | Grand Prix Hassan II Casablanca, Marokko ATP International Series € 351.000 - gravel - 32S/32Q/16D                       | Enzo Artoni Fernando Vicente    | Yves Allegro Michael Kohlmann  | 3-6, 6-0, 6-4           | details |
| 17 mei        | Internationaler Raiffeisen Grand Prix Sankt Pölten, Oostenrijk ATP International Series € 351.000 - gravel - 32S/32Q/16D | Filippo Volandri                | Xavier Malisse                 | 6-1, 6-4                | details |
| 17 mei        | Internationaler Raiffeisen Grand Prix Sankt Pölten, Oostenrijk ATP International Series € 351.000 - gravel - 32S/32Q/16D | Mariano Hood Petr Pála          | Tomáš Cibulec Leoš Friedl      | 3-6, 7-5, 6-4           | details |
| 17 mei        | ARAG World Team Cup Düsseldorf, Duitsland ATP World Team Championship € 2.100.000 - gravel - 8 teams (RR)                | Chili                           | Australië                      | 2-1                     | details |
| 24 mei 31 mei | Roland Garros Parijs, Frankrijk Grand Slam € 6.228.980 - gravel 128S/128Q/64D/32X                                        | Gastón Gaudio                   | Guillermo Coria                | 0-6, 3-6, 6-4, 6-1, 8-6 | details |
| 24 mei 31 mei | Roland Garros Parijs, Frankrijk Grand Slam € 6.228.980 - gravel 128S/128Q/64D/32X                                        | Xavier Malisse Olivier Rochus   | Michaël Llodra Fabrice Santoro | 7-5, 7-5                | details |
| 24 mei 31 mei | Roland Garros Parijs, Frankrijk Grand Slam € 6.228.980 - gravel 128S/128Q/64D/32X                                        | Richard Gasquet Tatiana Golovin | Wayne Black Cara Black         | 6-3, 6-4                | details |

### Juni
| Week van        | Toernooi | Winnaar(s)                     | Finalist(en)                 | Uitslag finale        |         |
| --------------- | --- | ------------------------------ | ---------------------------- | --------------------- | ------- |
| 7 juni          | Stella Artois Championships Londen, Verenigd Koninkrijk ATP International Series € 767.000 - gras - 56S/32Q/24D | Andy Roddick                   | Sébastien Grosjean           | 7-6(4), 6-4           | details |
| 7 juni          | Stella Artois Championships Londen, Verenigd Koninkrijk ATP International Series € 767.000 - gras - 56S/32Q/24D | Bob Bryan Mike Bryan           | Mark Knowles Daniel Nestor   | 6-4, 6-4              | details |
| 7 juni          | Gerry Weber Open Halle, Duitsland ATP International Series € 767.000 - gras - 32S/32Q/16D                       | Roger Federer                  | Mardy Fish                   | 6-0, 6-3              | details |
| 7 juni          | Gerry Weber Open Halle, Duitsland ATP International Series € 767.000 - gras - 32S/32Q/16D                       | Leander Paes David Rikl        | Tomáš Cibulec Petr Pála      | 6-2, 7–5              | details |
| 14 juni         | Ordina Open Rosmalen, Nederland ATP International Series € 351.000 - gras - 32S/32Q/16D                         | Michaël Llodra                 | Guillermo Coria              | 6-3, 6-4              | details |
| 14 juni         | Ordina Open Rosmalen, Nederland ATP International Series € 351.000 - gras - 32S/32Q/16D                         | Martin Damm Cyril Suk          | Lars Burgsmüller Jan Vacek   | 6-3, 6-7(7), 6-3      | details |
| 14 juni         | Nottingham Open Nottingham, Verenigd Koninkrijk ATP International Series € 351.000 - gras - 32S/23Q/16D         | Paradorn Srichaphan            | Thomas Johansson             | 1-6, 7-6(4), 6-3      | details |
| 14 juni         | Nottingham Open Nottingham, Verenigd Koninkrijk ATP International Series € 351.000 - gras - 32S/23Q/16D         | Paul Hanley Todd Woodbridge    | Rick Leach Brian MacPhie     | 6-4, 6-3              | details |
| 21 juni 28 juni | Wimbledon Londen, Verenigd Koninkrijk Grand Slam £ 9.707.280 - gras 128S/128Q/64D/16Q/48X                       | Roger Federer                  | Andy Roddick                 | 4-6, 7-5, 7-6(3), 6-4 | details |
| 21 juni 28 juni | Wimbledon Londen, Verenigd Koninkrijk Grand Slam £ 9.707.280 - gras 128S/128Q/64D/16Q/48X                       | Jonas Björkman Todd Woodbridge | Julian Knowle Nenad Zimonjić | 6-1, 6-4, 4-6, 6-4    | details |
| 21 juni 28 juni | Wimbledon Londen, Verenigd Koninkrijk Grand Slam £ 9.707.280 - gras 128S/128Q/64D/16Q/48X                       | Wayne Black Cara Black         | Todd Woodbridge Alicia Molik | 3-6, 7-6(8), 6-4      | details |

### Juli
| Week van | Toernooi | Winnaar(s)                     | Finalist(en)                   | Uitslag finale          |         |
| -------- | --- | ------------------------------ | ------------------------------ | ----------------------- | ------- |
| 5 juli   | Campbell's Hall of Fame Tennis Championships Newport, Verenigde Staten ATP International Series $ 355.000 - gras - 32S/32Q/16D | Greg Rusedski                  | Alexander Popp                 | 7-6(5), 7-6(2)          | details |
| 5 juli   | Campbell's Hall of Fame Tennis Championships Newport, Verenigde Staten ATP International Series $ 355.000 - gras - 32S/32Q/16D | Jordan Kerr Jim Thomas         | Grégory Carraz Nicolas Mahut   | 6-3, 6-7(5), 6-3        | details |
| 5 juli   | Synsam Swedish Open Båstad, Zweden ATP International Series € 351.000 - gravel - 32S/32Q/16D                                   | Mariano Zabaleta               | Gastón Gaudio                  | 6-1, 4-6, 7-6(4)        | details |
| 5 juli   | Synsam Swedish Open Båstad, Zweden ATP International Series € 351.000 - gravel - 32S/32Q/16D                                   | Mahesh Bhupathi Jonas Björkman | Simon Aspelin Todd Perry       | 4-6, 7-6(2), 7-6(6)     | details |
| 5 juli   | Allianz Suisse Open Gstaad Gstaad, Zwitserland ATP International Series € 520.000 - gravel - 32S/22Q/16D                       | Roger Federer                  | Igor Andrejev                  | 6-2, 6-3, 5-7, 6-3      | details |
| 5 juli   | Allianz Suisse Open Gstaad Gstaad, Zwitserland ATP International Series € 520.000 - gravel - 32S/22Q/16D                       | Leander Paes David Rikl        | Marc Rosset Stanislas Wawrinka | 6-4, 6-2                | details |
| 12 juli  | Priority Telecom Open Amersfoort, Nederland ATP International Series € 351.000 - gravel - 32S/32Q/16D                          | Martin Verkerk                 | Fernando González              | 7-6(5), 4-6, 6-4        | details |
| 12 juli  | Priority Telecom Open Amersfoort, Nederland ATP International Series € 351.000 - gravel - 32S/32Q/16D                          | Jaroslav Levinský David Škoch  | José Acasuso Luis Horna        | 6-0, 2-6, 7-5           | details |
| 12 juli  | Mercedes Cup Stuttgart, Duitsland ATP International Series Gold € 590.000 - gravel - 48S/32Q/16D                               | Guillermo Cañas                | Gastón Gaudio                  | 5-7, 6-2, 6-0, 1-6, 6-3 | details |
| 12 juli  | Mercedes Cup Stuttgart, Duitsland ATP International Series Gold € 590.000 - gravel - 48S/32Q/16D                               | Jiří Novák Radek Štěpánek      | Simon Aspelin Todd Perry       | 6-2, 6-4                | details |
| 12 juli  | Mercedes-Benz Cup Los Angeles, Verenigde Staten ATP International Series $ 355.000 - hardcourt - 32S/32Q/16D                   | Tommy Haas                     | Nicolas Kiefer                 | 7-6(6), 6-4             | details |
| 12 juli  | Mercedes-Benz Cup Los Angeles, Verenigde Staten ATP International Series $ 355.000 - hardcourt - 32S/32Q/16D                   | Bob Bryan Mike Bryan           | Wayne Arthurs Paul Hanley      | 6-3, 7-6(6)             | details |
| 19 juli  | RCA Championships Indianapolis, Verenigde Staten ATP International Series $ 575.000 - hardcourt - 48S/24Q/16D                  | Andy Roddick                   | Nicolas Kiefer                 | 6-2, 6-3                | details |
| 19 juli  | RCA Championships Indianapolis, Verenigde Staten ATP International Series $ 575.000 - hardcourt - 48S/24Q/16D                  | Jordan Kerr Jim Thomas         | Wayne Black Kevin Ullyett      | 6-7(7), 7-6(3), 6-3     | details |
| 19 juli  | Croatia Open Umag Umag, Kroatië ATP International Series € 370.000 - gravel - 32S/32Q/16D                                      | Guillermo Cañas                | Filippo Volandri               | 7-5, 6-3                | details |
| 19 juli  | Croatia Open Umag Umag, Kroatië ATP International Series € 370.000 - gravel - 32S/32Q/16D                                      | José Acasuso Flávio Saretta    | Jaroslav Levinský David Škoch  | 4-6, 6-2, 6-4           | details |
| 19 juli  | Generali Open Kitzbühel, Oostenrijk ATP International Series Gold € 700.000 - gravel - 32S/24Q/16D                             | Nicolás Massú                  | Gastón Gaudio                  | 7-6(3), 6-4             | details |
| 19 juli  | Generali Open Kitzbühel, Oostenrijk ATP International Series Gold € 700.000 - gravel - 32S/24Q/16D                             | František Čermák Leoš Friedl   | Lucas Arnold Ker Martín García | 6-3, 7-5                | details |
| 26 juli  | Canada Masters Toronto, Canada ATP Masters Series $ 2.564.000 - hardcourt - 56S/28Q/24D                                        | Roger Federer                  | Andy Roddick                   | 7-5, 6-3                | details |
| 26 juli  | Canada Masters Toronto, Canada ATP Masters Series $ 2.564.000 - hardcourt - 56S/28Q/24D                                        | Mahesh Bhupathi Leander Paes   | Jonas Björkman Maks Mirni      | 6-4, 6-2                | details |

### Augustus
| Week van                | Toernooi | Winnaar(s)                      | Finalist(en)                     | Uitslag finale             |         |
| ----------------------- | --- | ------------------------------- | -------------------------------- | -------------------------- | ------- |
| 2 augustus              | W&S Financial Group Masters Cincinnati, Verenigde Staten ATP Masters Series $ 2.200.000 - hardcourt - 56S/28Q/24D        | Andre Agassi                    | Lleyton Hewitt                   | 6-3, 3-6, 6-2              | details |
| 2 augustus              | W&S Financial Group Masters Cincinnati, Verenigde Staten ATP Masters Series $ 2.200.000 - hardcourt - 56S/28Q/24D        | Mark Knowles Daniel Nestor      | Jonas Björkman Todd Woodbridge   | 6-2, 3-6, 6-3              | details |
| 9 augustus              | Idea Prokom Open Sopot, Polen ATP International Series € 470.000 - gravel - 32S/32Q/16D                                  | Rafael Nadal                    | José Acasuso                     | 6-3, 6-4                   | details |
| 9 augustus              | Idea Prokom Open Sopot, Polen ATP International Series € 470.000 - gravel - 32S/32Q/16D                                  | František Čermák Leoš Friedl    | Martín García Sebastián Prieto   | 2-6, 6-2, 6-3              | details |
| 16 augustus             | Legg Mason Tennis Classic Washington, Verenigde Staten ATP International Series Gold $ 475.000 - hardcourt - 48S/24Q/16D | Lleyton Hewitt                  | Gilles Müller                    | 6-3, 6-4                   | details |
| 16 augustus             | Legg Mason Tennis Classic Washington, Verenigde Staten ATP International Series Gold $ 475.000 - hardcourt - 48S/24Q/16D | Chris Haggard Robbie Koenig     | Travis Parrott Dmitri Toersoenov | 7-6(3), 6-1                | details |
| 16 augustus             | Olympische Spelen 2004 Athene, Griekenland Olympische Spelen hardcourt - 64S/32D                                         | Nicolás Massú                   | Mardy Fish                       | 6-3, 3-6, 2-6, 6-3, 6-4    | details |
| 16 augustus             | Olympische Spelen 2004 Athene, Griekenland Olympische Spelen hardcourt - 64S/32D                                         | Fernando González Nicolás Massú | Nicolas Kiefer Rainer Schüttler  | 6-2, 4-6, 3-6, 7-6(7), 6-4 | details |
| 23 augustus             | TD Waterhouse Cup Long Island, Verenigde Staten ATP International Series $ 355.000 - hardcourt - 48S/24Q/16D             | Lleyton Hewitt                  | Luis Horna                       | 6-3, 6-1                   | details |
| 23 augustus             | TD Waterhouse Cup Long Island, Verenigde Staten ATP International Series $ 355.000 - hardcourt - 48S/24Q/16D             | Antony Dupuis Michaël Llodra    | Yves Allegro Michael Kohlmann    | 6-2, 6-4                   | details |
| 30 augustus 6 september | US Open New York, Verenigde Staten Grand Slam $ 7.964.000 - hardcourt 128S/128Q/64D/32X                                  | Roger Federer                   | Lleyton Hewitt                   | 6-0, 7-6(3), 6-0           | details |
| 30 augustus 6 september | US Open New York, Verenigde Staten Grand Slam $ 7.964.000 - hardcourt 128S/128Q/64D/32X                                  | Mark Knowles Daniel Nestor      | Leander Paes David Rikl          | 6-3, 6-3                   | details |
| 30 augustus 6 september | US Open New York, Verenigde Staten Grand Slam $ 7.964.000 - hardcourt 128S/128Q/64D/32X                                  | Bob Bryan Vera Zvonarjova       | Todd Woodbridge Alicia Molik     | 6-3, 6-4                   | details |

### September
| Week van                  | Toernooi | Winnaar(s)                      | Finalist(en)                   | Uitslag finale       |         |
| ------------------------- | --- | ------------------------------- | ------------------------------ | -------------------- | ------- |
| 13 september              | China Open Peking, China ATP International Series $ 475.000 - hardcourt - 32S/16Q/16D                                                     | Marat Safin                     | Michail Joezjny                | 7-6(4), 7-5          | details |
| 13 september              | China Open Peking, China ATP International Series $ 475.000 - hardcourt - 32S/16Q/16D                                                     | Justin Gimelstob Graydon Oliver | Alex Bogomolov jr. Taylor Dent | 4-6, 6-4, 7-6(6)     | details |
| 13 september              | BCR Open Romania Boekarest, Roemenië ATP International Series € 351.000 - gravel - 32S/32Q/16D                                            | José Acasuso                    | Igor Andrejev                  | 6-3, 6-0             | details |
| 13 september              | BCR Open Romania Boekarest, Roemenië ATP International Series € 351.000 - gravel - 32S/32Q/16D                                            | Lucas Arnold Ker Mariano Hood   | José Acasuso Óscar Hernández   | 7-6(5), 6-1          | details |
| 13 september              | Millennium International Tennis Championships Delray Beach, Verenigde Staten ATP International Series $ 355.000 - hardcourt - 32S/32Q/16D | Ricardo Mello                   | Vincent Spadea                 | 7-6(2), 6-3          | details |
| 13 september              | Millennium International Tennis Championships Delray Beach, Verenigde Staten ATP International Series $ 355.000 - hardcourt - 32S/32Q/16D | Leander Paes Radek Štěpánek     | Gastón Etlis Martín Rodríguez  | 6-0, 6-3             | details |
| 24 september 26 september | Davis Cup (halve finale) |                                 |                                |                      | details |
| 27 september              | Thailand Open Bangkok, Thailand ATP International Series $ 525.000 - hardcourt - 32S/32Q/16D                                              | Roger Federer                   | Andy Roddick                   | 6-4, 6-0             | details |
| 27 september              | Thailand Open Bangkok, Thailand ATP International Series $ 525.000 - hardcourt - 32S/32Q/16D                                              | Justin Gimelstob Graydon Oliver | Yves Allegro Roger Federer     | 5-7, 6-4, 6-4        | details |
| 27 september              | Heineken Open Shanghai, China ATP International Series $ 355.000 - hardcourt - 32S/32Q/16D                                                | Guillermo Cañas                 | Lars Burgsmüller               | 6-1, 6-0             | details |
| 27 september              | Heineken Open Shanghai, China ATP International Series $ 355.000 - hardcourt - 32S/32Q/16D                                                | Jared Palmer Pavel Vízner       | Rick Leach Brian MacPhie       | 4-6, 7-6(4), 7-6(11) | details |
| 27 september              | Campionati Internazionali di Sicilia Palermo, Italië ATP International Series € 351.000 - gravel - 32S/32Q/16D                            | Tomáš Berdych                   | Filippo Volandri               | 6-3, 6-3             | details |
| 27 september              | Campionati Internazionali di Sicilia Palermo, Italië ATP International Series € 351.000 - gravel - 32S/32Q/16D                            | Lucas Arnold Ker Mariano Hood   | Gastón Etlis Martín Rodríguez  | 7-5, 6-2             | details |

### Oktober
| Week van   | Toernooi | Winnaar(s)                        | Finalist(en)                     | Uitslag finale          |         |
| ---------- | --- | --------------------------------- | -------------------------------- | ----------------------- | ------- |
| 4 oktober  | Grand Prix de Tennis de Lyon Lyon, Frankrijk ATP International Series € 767.000 - tapijt (i)- 32S/32Q/16D        | Robin Söderling                   | Xavier Malisse                   | 6-2, 3-6, 6-4           | details |
| 4 oktober  | Grand Prix de Tennis de Lyon Lyon, Frankrijk ATP International Series € 767.000 - tapijt (i)- 32S/32Q/16D        | Jonathan Erlich Andy Ram          | Jonas Björkman Radek Štěpánek    | 7-6(2), 6-2             | details |
| 4 oktober  | AIG Japan Open Tennis Champs Tokio, Japan ATP International Series Gold $ 665.000 - hardcourt - 56S/16Q/28D      | Jiří Novák                        | Taylor Dent                      | 5-7, 6-1, 6-3           | details |
| 4 oktober  | AIG Japan Open Tennis Champs Tokio, Japan ATP International Series Gold $ 665.000 - hardcourt - 56S/16Q/28D      | Jared Palmer Pavel Vízner         | Jiří Novák Petr Pála             | 5-1 opgave              | details |
| 11 oktober | Open de Moselle Metz, Frankrijk International Series € 351.000 - hardcourt (i) - 32S/32Q/16D                     | Jérôme Haehnel                    | Richard Gasquet                  | 7-6(9), 6-4             | details |
| 11 oktober | Open de Moselle Metz, Frankrijk International Series € 351.000 - hardcourt (i) - 32S/32Q/16D                     | Arnaud Clément Nicolas Mahut      | Ivan Ljubičić Uros Vico          | 6-2, 7-6(8)             | details |
| 11 oktober | CA Tennis Trophy Wenen, Oostenrijk ATP International Series Gold € 658.000 - hardcourt (i) - 32S/32Q/16D         | Feliciano López                   | Guillermo Cañas                  | 6-4, 1-6, 7-5, 3-6, 7-5 | details |
| 11 oktober | CA Tennis Trophy Wenen, Oostenrijk ATP International Series Gold € 658.000 - hardcourt (i) - 32S/32Q/16D         | Martin Damm Cyril Suk             | Gastón Etlis Martín Rodríguez    | 6-7(4), 6-4, 7-6(4)     | details |
| 11 oktober | Kremlin Cup Moskou, Rusland International Series $ 975.000 - tapijt (i) - 32S/32Q/16D                            | Nikolaj Davydenko                 | Greg Rusedski                    | 3-6, 6-3, 7-5           | details |
| 11 oktober | Kremlin Cup Moskou, Rusland International Series $ 975.000 - tapijt (i) - 32S/32Q/16D                            | Igor Andrejev Nikolaj Davydenko   | Mahesh Bhupathi Jonas Björkman   | 3-6, 6-3, 6-4           | details |
| 18 oktober | Mutua Madrileña Madrid Masters Madrid, Spanje ATP World Masters Series $ 2.200.000 - hardcourt (i) - 56S/28Q/16D | Marat Safin                       | David Nalbandian                 | 6-2, 6-4, 6-3           | details |
| 18 oktober | Mutua Madrileña Madrid Masters Madrid, Spanje ATP World Masters Series $ 2.200.000 - hardcourt (i) - 56S/28Q/16D | Mark Knowles Daniel Nestor        | Bob Bryan Mike Bryan             | 6-3, 6-4                | details |
| 25 oktober | Davidoff Swiss Indoors Bazel, Zwitserland ATP International Series $ 965.000 - tapijt (i) - 32S/32Q/16D          | Jiří Novák                        | David Nalbandian                 | 5-7, 6-3, 6-4, 1-6, 6-2 | details |
| 25 oktober | Davidoff Swiss Indoors Bazel, Zwitserland ATP International Series $ 965.000 - tapijt (i) - 32S/32Q/16D          | Bob Bryan Mike Bryan              | Lucas Arnold Ker Mariano Hood    | 7-6(9), 6-2             | details |
| 25 oktober | St. Petersburg Open Sint-Petersburg, Rusland ATP International Series $ 975.000 - tapijt (i) - 32S/32Q/16D       | Michail Joezjny                   | Karol Beck                       | 6-2, 6-2                | details |
| 25 oktober | St. Petersburg Open Sint-Petersburg, Rusland ATP International Series $ 975.000 - tapijt (i) - 32S/32Q/16D       | Arnaud Clément Michaël Llodra     | Dominik Hrbatý Jaroslav Levinský | 6-3, 6-2                | details |
| 25 oktober | If Stockholm Open Stockholm, Zweden ATP International Series € 619.000 - hardcourt (i) - 32S/32Q/16D             | Thomas Johansson                  | Andre Agassi                     | 3-6, 6-3, 7-6(4)        | details |
| 25 oktober | If Stockholm Open Stockholm, Zweden ATP International Series € 619.000 - hardcourt (i) - 32S/32Q/16D             | Feliciano López Fernando Verdasco | Wayne Arthurs Paul Hanley        | 6-4, 6-4                | details |

### November
| Week van    | Toernooi                                                                                              | Winnaar(s)                     | Finalist(en)              | Uitslag finale     |               |
| ----------- | --- | ------------------------------ | ------------------------- | ------------------ | ------------- |
| 1 november  | BNP Paribas Masters Parijs, Frankrijk ATP Masters Series € 2,178,000 - tapijt (i) - 48S/24Q/24D       | Marat Safin                    | Radek Štěpánek            | 6-3, 7-6(5), 6-3   | details       |
| 1 november  | BNP Paribas Masters Parijs, Frankrijk ATP Masters Series € 2,178,000 - tapijt (i) - 48S/24Q/24D       | Jonas Björkman Todd Woodbridge | Wayne Black Kevin Ullyett | 6-3, 6-4           | details       |
| 8 november  | Tennis Masters Cup Houston, Verenigde Staten Tennis Masters Cup $ 750.000 - hardcourt (i) - 8D (RR)   | Bob Bryan Mike Bryan           | Wayne Black Kevin Ullyett | 4-6, 7-5, 6-4, 6-2 | details       |
| 15 november | Tennis Masters Cup Houston, Verenigde Staten Tennis Masters Cup $ 3.700.000 - hardcourt (i) - 8S (RR) | Roger Federer                  | Lleyton Hewitt            | 6-3, 6-2           | details       |
| 22 november | Geen toernooi                                                                                         | Geen toernooi                  | Geen toernooi             | Geen toernooi      | Geen toernooi |

### December
| Week van              | Toernooi           | Winnaar(s)    | Finalist(en)     | Uitslag finale |               |
| --------------------- | ------------------ | ------------- | ---------------- | -------------- | ------------- |
| 3 december 5 december | Davis Cup (finale) | Spanje        | Verenigde Staten | 3-2            | details       |
| 6 december            | Geen toernooi      | Geen toernooi | Geen toernooi    | Geen toernooi  | Geen toernooi |
| 13 december           | Geen toernooi      | Geen toernooi | Geen toernooi    | Geen toernooi  | Geen toernooi |
| 20 december           | Geen toernooi      | Geen toernooi | Geen toernooi    | Geen toernooi  | Geen toernooi |
| 27 december           | Geen toernooi      | Geen toernooi | Geen toernooi    | Geen toernooi  | Geen toernooi |

## Statistieken toernooien

### Toernooien per ondergrond
| Ondergrond   | Aantal | Buiten/binnen | Aantal |
| ------------ | ------ | ------------- | ------ |
| Hardcourt    | 33     | Buiten        | 22     |
| Hardcourt    | 33     | Binnen        | 11     |
| Gravel       | 25     | Buiten        | 25     |
| Gravel       | 25     | Binnen        | 0      |
| Tapijt       | 6      | Binnen        | 6      |
| Gras         | 6      | Buiten        | 6      |
| Verschillend | 1      | Verschillend  | 1      |
| Totaal       | 71     |               |        |

### Best of five finales enkelspel
| Categorie                     | Aantal |
| ----------------------------- | ------ |
| Grand Slams                   | 4/4    |
| Tennis Masters Cup            | 0/1    |
| Tennis Masters Series         | 6/9    |
| ATP International Series Gold | 3/9    |
| ATP International Series      | 1/43   |
| World Team Cup                | 0/1    |
| ITF evenementen               | 2/3    |
| Totaal                        | 16/70  |